# Vicente Román y Linares
Vicente Román y Linares (Valladolid, 3 de abril de 1770-Sevilla, 29 de marzo de 1835) fue un canónigo reglar premonstratense español, obispo auxiliar de las Islas Canarias (1816-1824) con la misión de proceder a la división y creación de la nueva diócesis de San Cristóbal de La Laguna, y posteriormente también obispo auxiliar de Sevilla (1826-1835) y titular de la diócesis de Dausara (sufragánea de Edessa en la actual Turquía).

## Biografía
Hijo de Crisanto Román, natural de Simancas y procurador de la Chancillería de Valladolid, y de Escolástica de Linares, vallisoletana, fue bautizado en la iglesia de Santa María de la Antigua de Valladolid el 5 de abril de 1767 con el nombre de Vicente Benito Palermo. Ingresó en 1782 en el monasterio premonstratense de Santa María de la Vid y en 1795 pasó al de San Norberto de Madrid, con cargo de predicador general. En 1805 fue elegido procurador general de su Orden. Refugiado en Cádiz durante la invasión napoleónica, en 1814 volvió a Madrid como abad del monasterio de San Joaquín, conocido como de Nuestra Señora de los Afligidos, aunque por estar en ruinas al año siguiente volvió al de San Norberto.
En julio de 1816 fue nombrado obispo auxiliar de Tenerife y titular de Dausara con la misión de proceder a la división de la diócesis Canaria, vacante tras la muerte del obispo Manuel Verdugo y Albiturría, y erigir una nueva en las islas occidentales, con sede en San Cristóbal de La Laguna. La ordenación episcopal tuvo lugar en febrero de 1817, aunque no llegó a la isla hasta el mes de agosto, demora que podría deberse a la oposición del cabildo canario a la partición. En febrero de 1819 el papa Pío VII expidió la bula que hacía posible dicha división, hecha efectiva en el mes de diciembre. Sin embargo, el inmediato cambio en la situación política, con el triunfo del pronunciamiento de Rafael del Riego en marzo de 1820, dejó en suspenso la creación de la nueva diócesis hasta la conclusión del llamado Trienio Liberal. En 1824 renunció al obispado por razones de salud, al tiempo que era nombrado el primer obispo titular de la nueva diócesis, Luis Folgueras y Sion.
De regreso a la península, tras un viaje accidentado en el que su barco fue asaltado dos veces por corsarios americanos, se estableció en Sevilla. En mayo de 1826 el arzobispo de la diócesis, cardenal Francisco Javier Cienfuegos, lo nombró su auxiliar, con cargo de visitador general de monjas y presidente del sínodo. Pero cuando murió, en 1835, el cardenal y su auxiliar se encontraban públicamente enfrentados por la negativa de Román y Linares a ordenar sacerdote al sacristán de las monjas de San José, al que el hebraísta Antonio María García Blanco calificaba sin ambages de tonto, por lo que fue este, ante la negativa del cardenal, quien se encargó de pronunciar el sermón en sus honras fúnebres. 
García Blanco, magistral de la catedral hispalense y clérigo de ideología liberal, que había recibido la ordenación sacerdotal de manos de Román y Linares, recordó en su Oración fúnebre muy especialmente, como luego haría también en sus memorias, el valiente sermón pronunciado por el abad de San Joaquín ante Fernando VII el 10 de febrero de 1815, en el que el futuro obispo auxiliar de Tenerife pidió «el perdón de los enemigos, el olvido de lo pasado y la amnistía para todos los que gemían en las cárceles y calabozos», a lo que atribuía García Blanco la liberación de numerosos prisioneros y, entre ellos, la de su maestro Pablo de La Llave.

## Obras
- Sermón del viernes primero de quaresma predicado al Rey Nuestro Señor en su Real Capilla, concurriendo en ella el jubileo de quarenta horas, el día 10 de febrero de 1815, por el R. P. D. Vicente Román y Linares, Madrid : Imprenta de D. Fermín Villalpando, Impresor de Cámara de S.M., 1815.
- Carta a los habitantes de la provincia de Canarias sobre la división de la diócesis (¿1819?), “Nos D. Vicente Román y Linares por la gracia de Dios y de la Santa Sede Apostólica, Obispo de Dan-Sara in partibus infidelium y auxiliar de Tenerife en Canarias, del Consejo de S. M. y su Predicador, Teniente Vicario general de los Reales Egércitos y Armada, y Comisionado Apostólico y Regio para la División del Obispado de Canarias y erección del de San Cristóbal de La Laguna en Tenerife, &.”, San Cristóbal de La Laguna a 21 de diciembre de 1819, Universidad de La Laguna.